# Llibre de Durrow
El Llibre de Durrow (en anglès, Book of Durrow) és el llibre d'evangelis més antic conservat a l'Europa occidental.
Tot i que no es coneix l'any exacte en què va ser creat, es calcula que data d'entre els anys 650 i 700. Rep el nom del monestir on es va conservar fins a la dècada de 1660, quan el va comprar la Biblioteca del Trinity College. Aquesta biblioteca l'ha conservat fins a l'actualitat. Alguns autors han plantejat la hipòtesi que es creés al mateix monestir de Durrow. D'altres plantegen que hi va arribar a través de l'abadia d'Iona (Columba), Kells, Northumbria o Lindisfarne.
Conté els quatre evangelis del Nou Testament, on cada apòstol hi apareix representat per un animal. Tanmateix, el Llibre de Durrow ha estat especialment reconegut pel seu valor artístic. Inclou 11 pàgines totalment dedicades a la il·lustració (en forma de catifes) i l'obra sencera està plena d'ornaments. També hi apareixen elements característics de diverses cultures: celta, anglo-saxona, sud del Mediterrani i Golf Persa.
Durant el regnat de Flann Sinna Mac Máel Sechnaill, rei d'Irlanda entre els anys 879 i 916, el llibre va patir danys considerables en ser exhibit com a relíquia en un santuari.
Es creu que podria haver servit de model en la creació del Llibre de Kells.

## Mostra del manuscrit

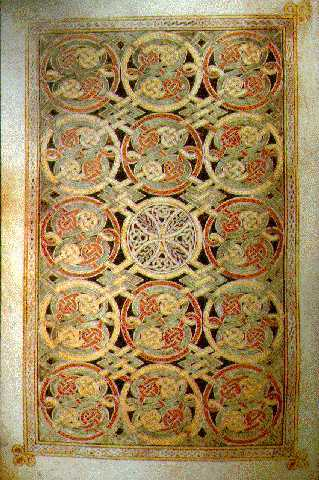
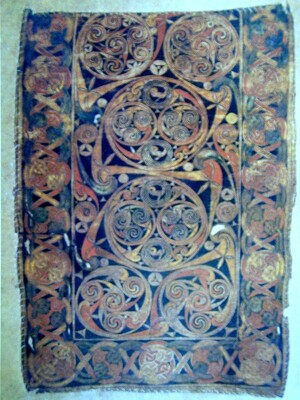
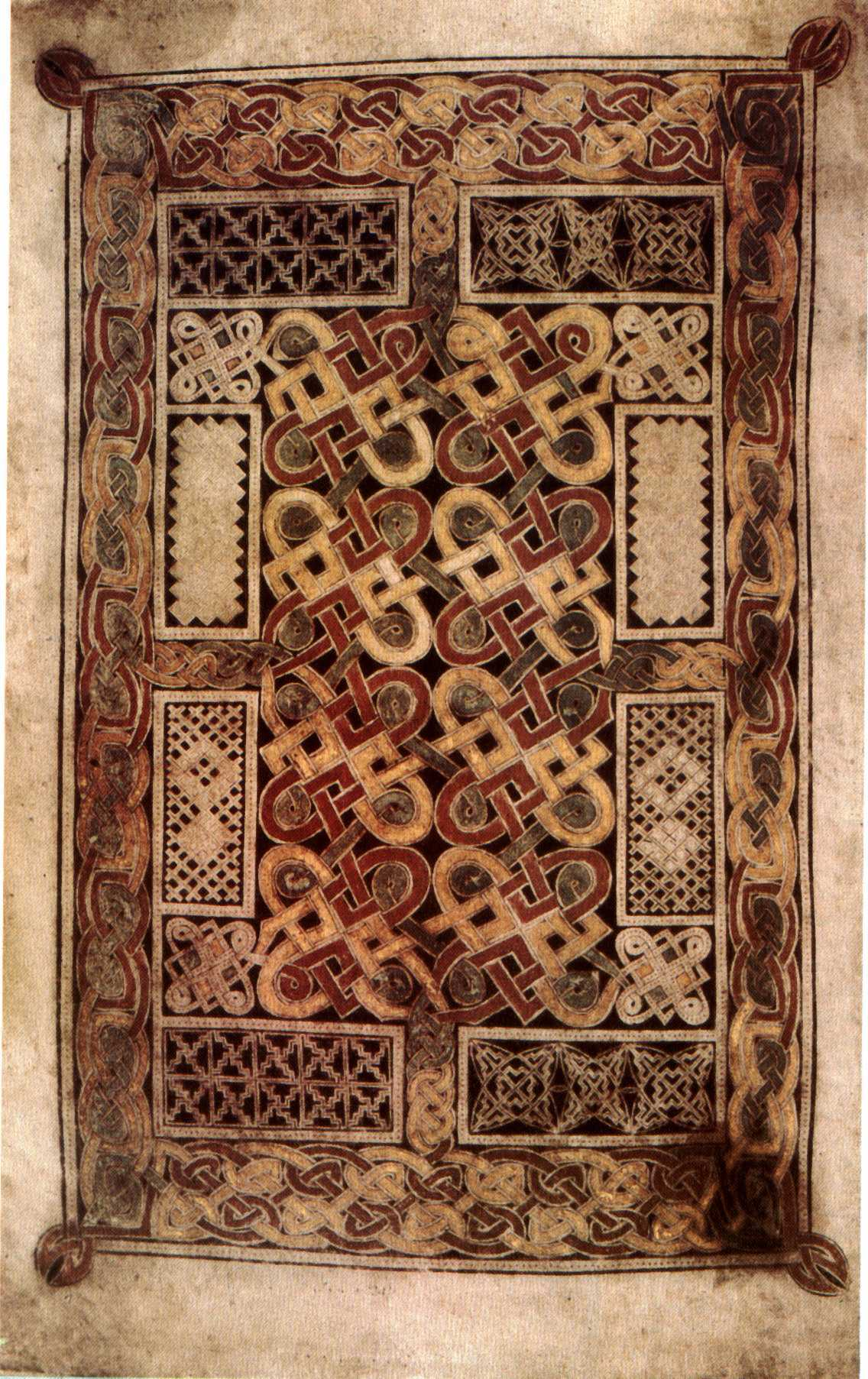